# Emelgem
Emelgem est une section de la ville belge d'Iseghem, en province de Flandre-Occidentale. C'était une commune à part entière avant la fusion des communes de 1965.

## Géographie
Emelgem est limitrophe d'Ardooie, Meulebeke, Ingelmunster (section de commune), Izegem (section de commune) et Kachtem.
La localité est traversée par la Mandel et le canal Roulers-Lys.

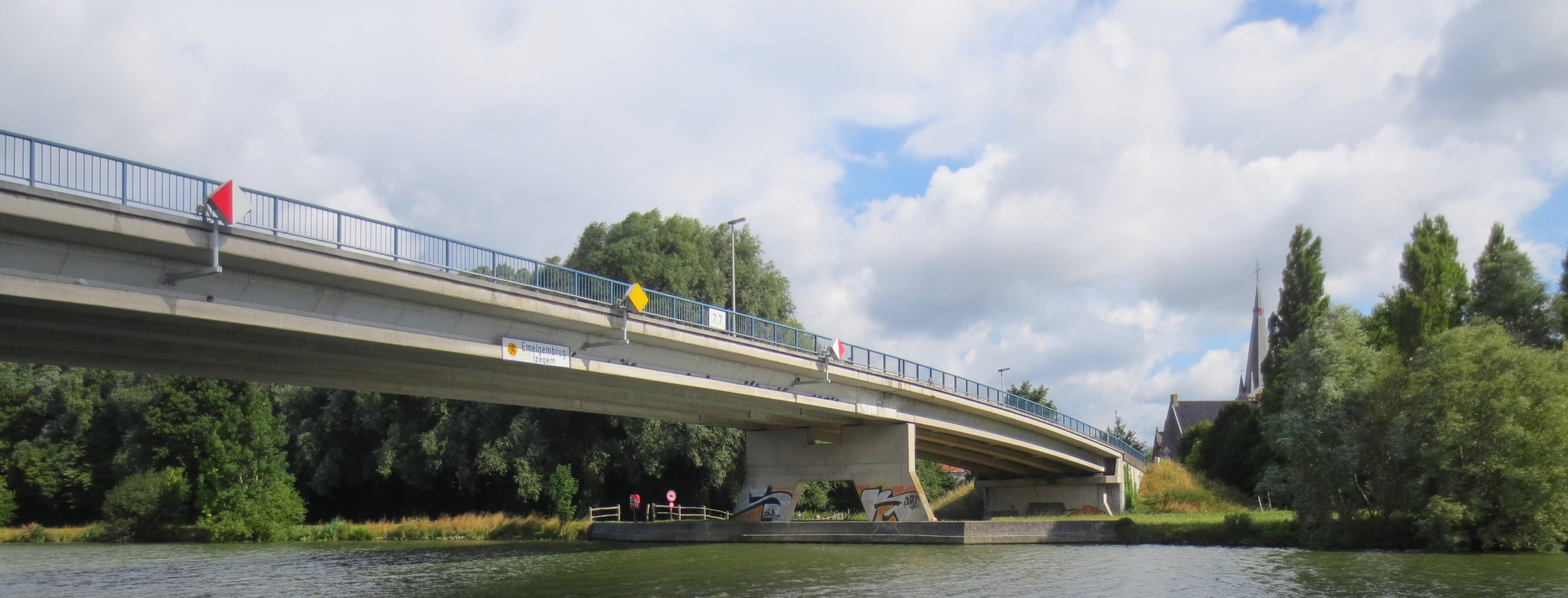
Emelgem

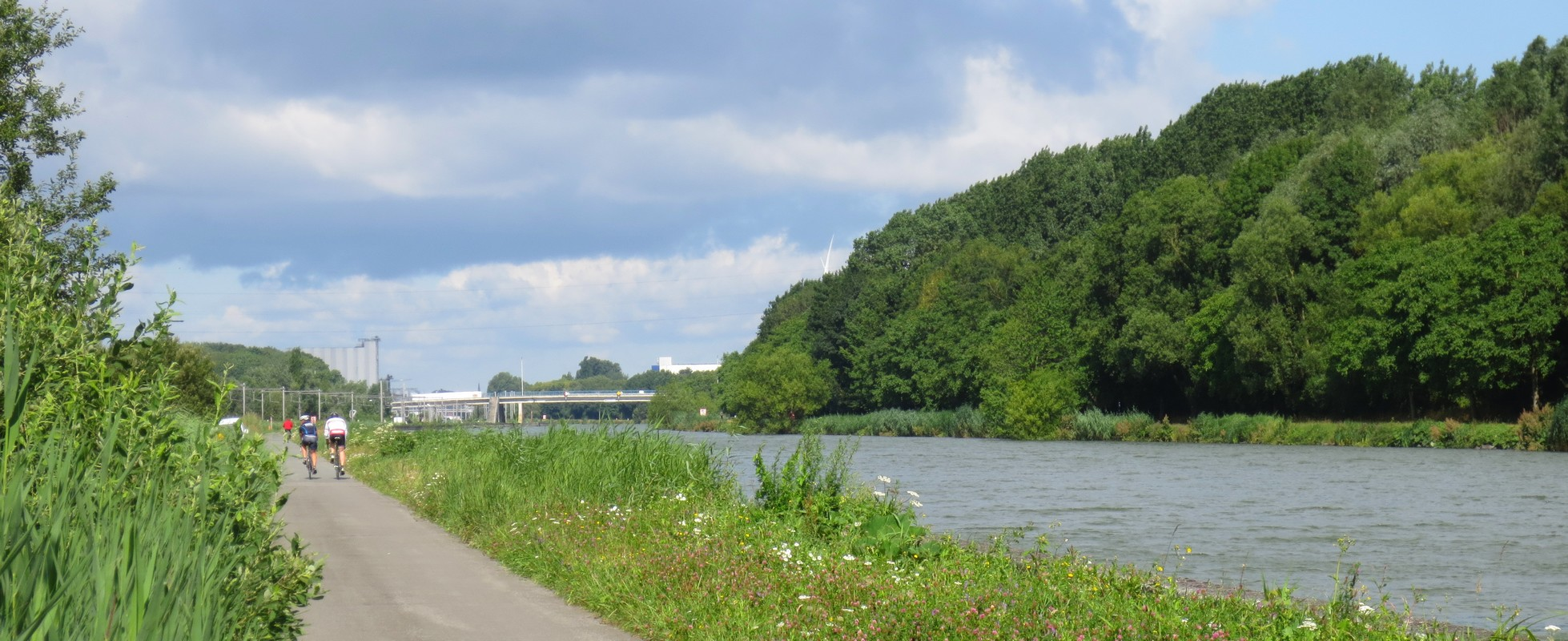
Emelgem

## Démographie

### Évolution démographique
- Sources : INS, Rem. : 1831 jusqu'en 1961 = recensements[3].

## Histoire
Le site d'Emelgem était déjà occupé durant la préhistoire et l'Antiquité. En témoignent plusieurs découvertes de silex taillés et de vestiges des époques romaine et franque.
Emelgem est pendant longtemps demeuré un village agricole. Beaucoup d'habitants travaillaient dans les industries de la chaussure et de la brosse à Izegem. Après la Seconde Guerre mondiale, la localité est devenue une commune résidentielle et s'est progressivement confondue avec Izegem.
Le 1er janvier 1965, Emelgem a été administrativement intégrée à Izegem.

## Monuments
- L'église Saint-Pierre (Sint-Pieterskerk) datant du XVIIIe siècle (monument classé).

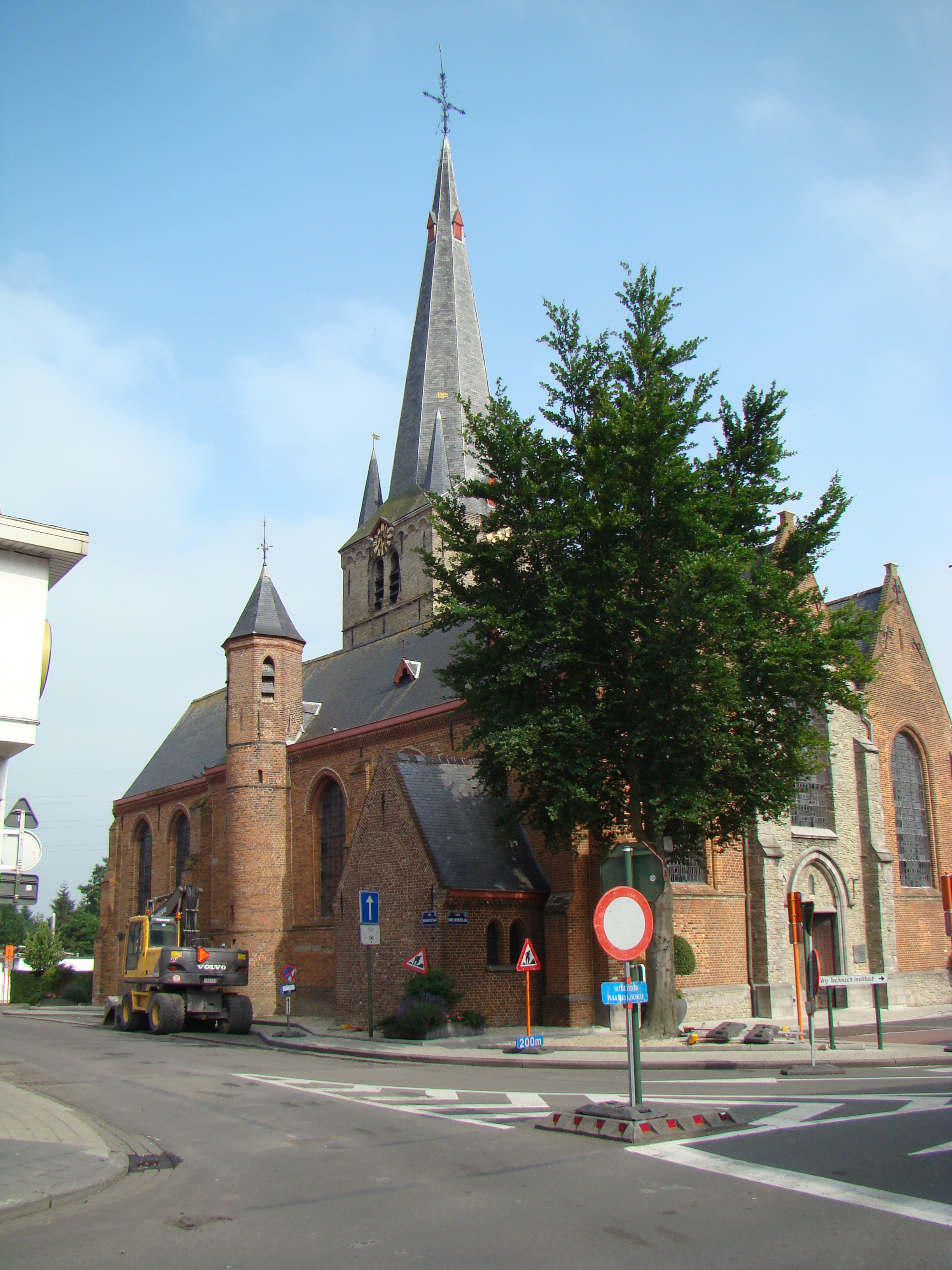
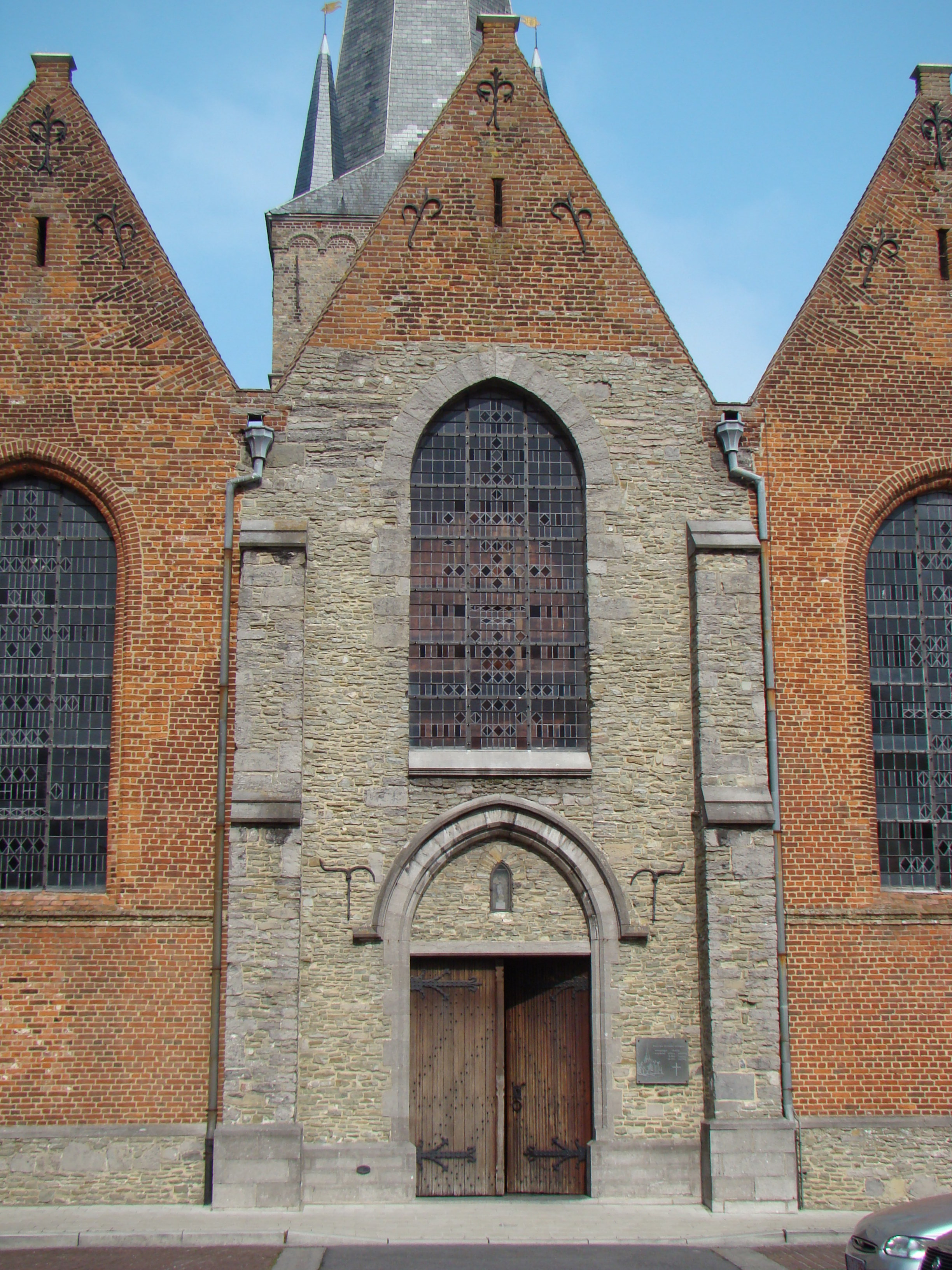
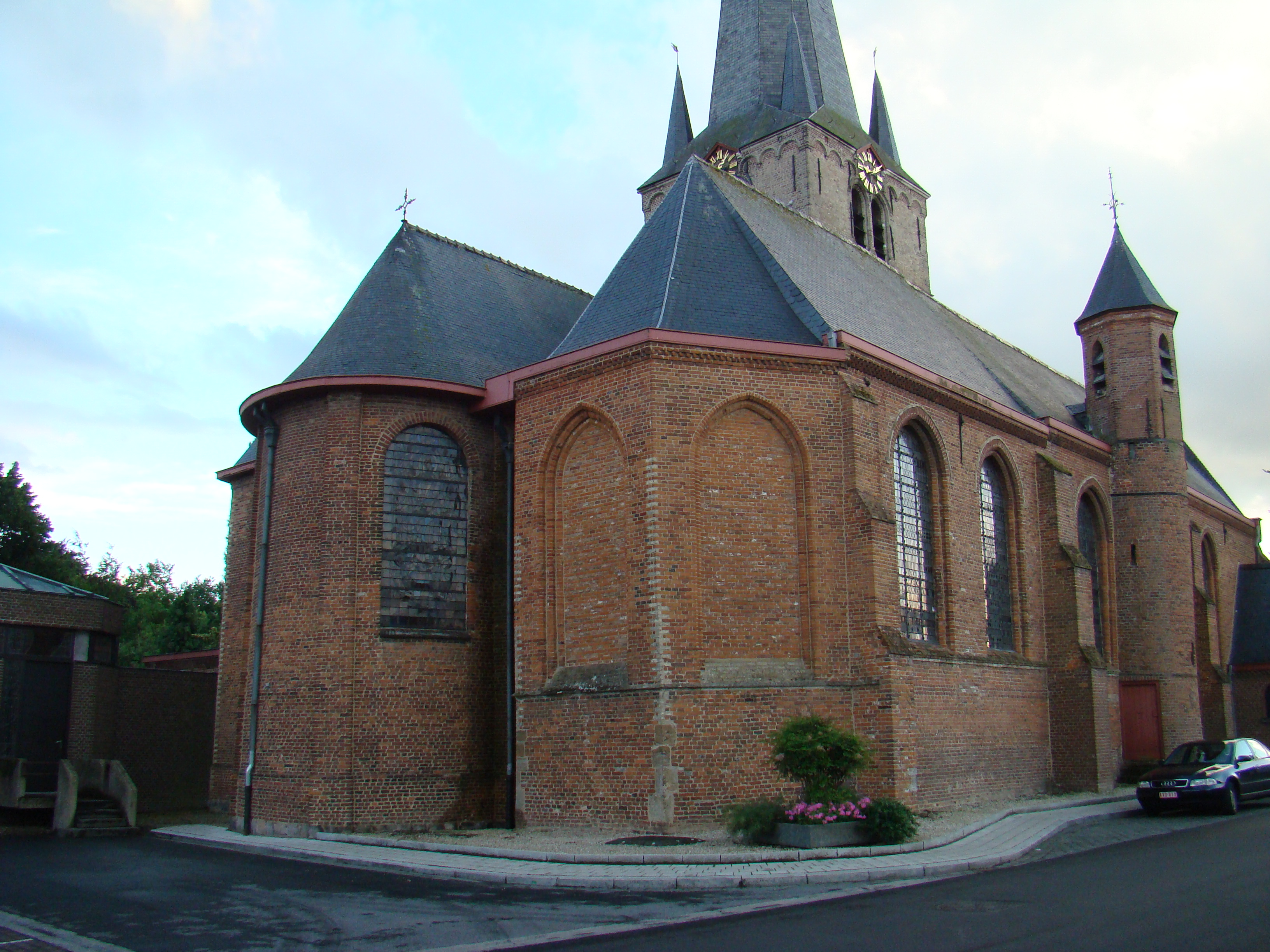
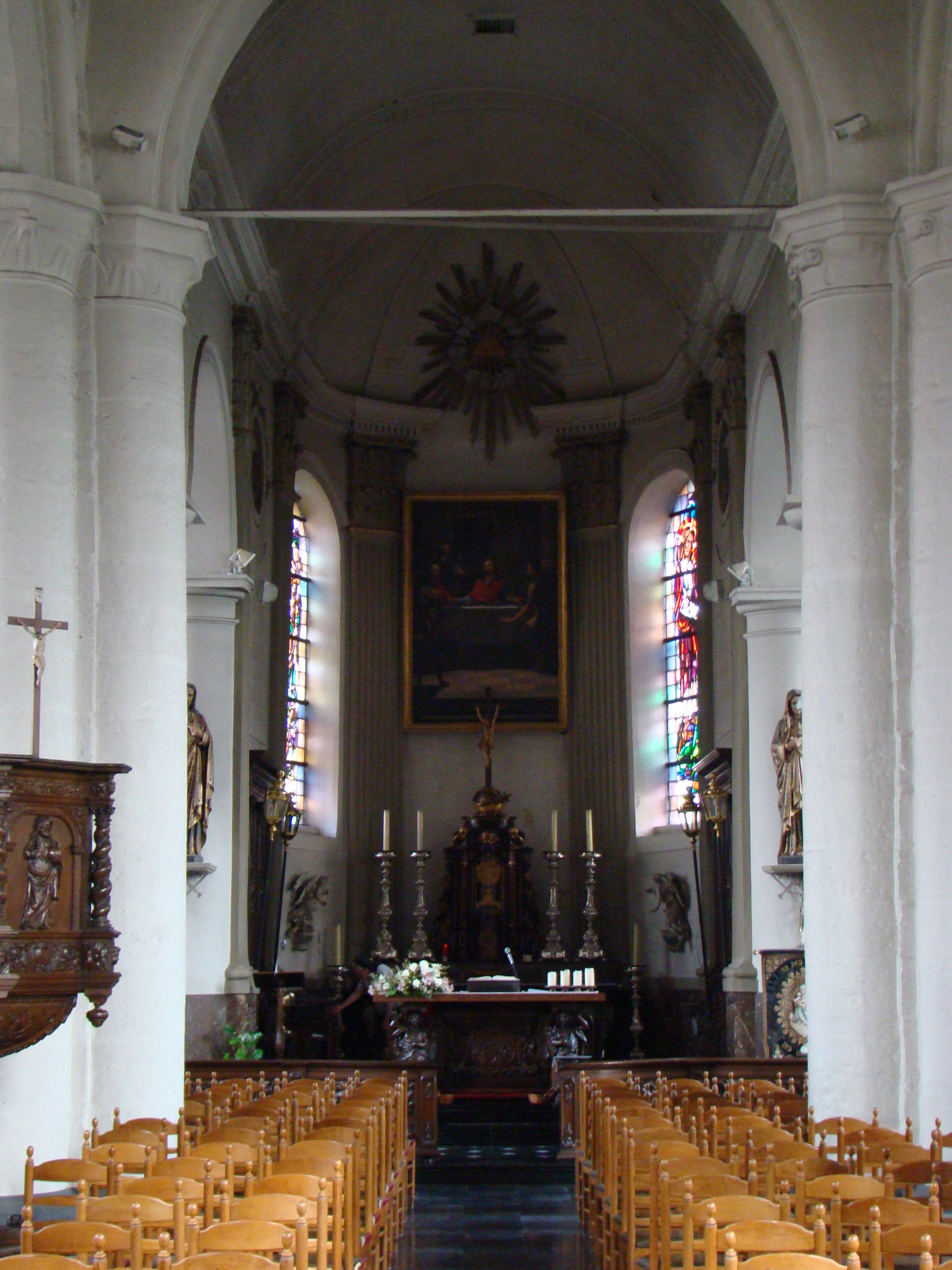